# Sampigny
Sampigny – miejscowość i gmina we Francji, w regionie Grand Est, w departamencie Moza.
Według danych na rok 1990 gminę zamieszkiwało 800 osób, a gęstość zaludnienia wynosiła 39 osób/km² (wśród 2335 gmin Lotaryngii Sampigny plasuje się na 439. miejscu pod względem liczby ludności, natomiast pod względem powierzchni na miejscu 161.).